# 大川秀子
大川 秀子（おおかわ ひでこ、1947年（昭和22年）11月9日 - ）は、日本の政治家。栃木県栃木市長（2期）。元栃木市議会議長。

## 経歴
栃木県栃木市細堀町に生まれる。栃木市立吹上小学校、栃木市立吹上中学校、栃木県立栃木女子高等学校卒業。1993年（平成5年）栃木市女性プラン策定委員に就任。
1999年（平成11年）、旧栃木市議会議員に初当選。2003年（平成15年）、再選。
2010年（平成22年）3月29日、旧栃木市・大平町・都賀町・藤岡町が合併し新市制の栃木市が成立。これに伴って4月25日に行われた市議選で当選。同年から2012年（平成24年）まで議長を務めた。市議時代は自由民主党県連の役員であった。
2017年（平成29年）10月30日、任期満了に伴う栃木市長選挙に立候補する意向を表明。
2018年（平成30年）4月22日投開票の市長選で現職の鈴木俊美を小差で破り初当選を果たした。県内の女性市長は2017年10月に当選した川俣純子那須烏山市長に次いで2人目。4月25日、市長就任。選挙の結果は以下のとおり。
※当日有権者数：133,595人 最終投票率：58.54%（前回比：5.94pts）
| 候補者名 | 年齢 | 所属党派 | 新旧別 | 得票数   | 得票率 | 推薦・支持 |
| -------- | ---- | -------- | ------ | -------- | ------ | ---------- |
| 大川秀子 | 70   | 無所属   | 新     | 38,994票 | 50.60% |            |
| 鈴木俊美 | 67   | 無所属   | 現     | 38,076票 | 49.40% |            |

2022年 (令和4年) 4月17日の投開票の市長選で宇都宮大学名誉教授の高際澄雄を破り再選。
選挙の結果は以下のとおり。
※当日有権者数：130,364人 最終投票率：52.14%（前回比：6.40pts）
| 候補者名 | 年齢 | 所属党派 | 新旧別 | 得票数   | 得票率 | 推薦・支持       |
| -------- | ---- | -------- | ------ | -------- | ------ | ---------------- |
| 大川秀子 | 74   | 無所属   | 現     | 41,221票 | 61.73% | 推薦：自民・公明 |
| 高際澄雄 | 73   | 無所属   | 新     | 25,559票 | 38.27% |                  |

## 政策・主張
- 2018年の市長選挙で「小中学校の給食費無料化」を公約に掲げた大川は、2019年（平成31年）の3月市議会に、無料化の第一歩として自己負担の減額を盛り込んだ当初予算案を提出した。しかし同予算案は賛同が得られず、3月26日の本会議で自己負担を減額しないことを盛り込んだ当初予算修正案が賛成多数で可決された。当初の公約は現在も果たされていない[8]。

- 2020年（令和2年）10月6日、LGBTなど性的少数者のカップルが婚姻に相当する関係にあると認める「パートナーシップ宣誓制度」を導入すると発表した。同制度は11月1日から実施された[9][10]。